# Corregiment de Cuyo

Cuyo a la Capitania General de Xile.

La Província de Cuyo o Corregiment de Cuyo va ser una divisió territorial de l'Imperi Espanyol de la qual deriven les actuals províncies argentines de Mendoza, San Juan i San Lluis. Va formar part de la Capitania General de Xile des de la seva creació el 1568 fins al 1776, quan va ser inclòs en el nou Virregnat del Riu de la Plata. A causa de l'execució de l'ordenança d'intendents de 1782, el corregiment va ser dissolt en 1784 i incorporat a la intendència de Córdoba del Tucumán.
La regió va servir de font d'indígenes comanats (principalment huarpes) per a la ciutat de Santiago de Xile. Judicialment, el Corregiment de Cuyo va pertànyer al districte de la Reial Audiència de Xile entre 1565 i 1575 (primera existència) i des de 1609 fins a la seva extinció.

## Límits
La historiografia tradicional argentina, particularment la de Mendoza, situa a la Patagonia com a part del Corregiment de Cuyo i, per tant, la considera transferida amb ell el 1776. Això és rebutjat per la historiografia tradicional xilena, segons la qual les àrees sota domini colonial de Cuyo no van passar més al sud del riu Diamante.

La Junta de Poblacions del Regne de Xile, en un acte de 20 de setembre de 1752, va assenyalar els límits corresponents al Corregiment de Cuyo:
| « | (castellà) Cap. I — Primeramente empezando por lo mas oriental del Reyno que es la vasta Provincia de Cuyo que parte términos con las de Tucuman y Rio de la Plata y tierras Magallánicas y por el poniente la divide la gran cordillera nevada en virtud de lo determinado desde el dia 12 de mayo de 1745 en el capítulo 12 de la Junta General de f. 68, cuaderno primero, y en atención á la mayor necesidad y precisión que han espuesto los Señores de esta, particularmente al ilustrísimo Sr. Obispo en el suyo (...) | (català) Cap. I - Primerament començant per la més oriental del Regno que és la vasta Província de Cuyo que parteix termes amb les de Tucuman i Rio de la Plata i terres magallàniques i pel ponent la divideix la gran serralada nevada en virtut del que determina des del dia 12 de maig de 1745 a el capítol 12 de la Junta General de f. 68, quadern primer, i en atenció a la major necessitat i precisió que han exposat els Senyors d'aquesta, particularment a l'il·lustríssim Sr. Bisbe en el seu (...) | » |

## Corregidors
El capità general de Xile designava al corregidor i justícia major i els conferia comandament militar com maestre de camp de milícies i lloctinent de capità general de la província de Cuyo i les seves ciutats i caporal i governador de totes les companyies de cavalleria i infanteria i gent militar. En alguns casos la designació va ser directament del rei d'Espanya.
La seu del corregidor va ser la ciutat de Mendoza, però en algunes èpoques ho va ser San Juan. Per a cadascuna de les dues ciutats on el corregidor no residia designava un lloctinent de corregidor, justícia major, caporal i governador de les armes.
El primer corregidor de Cuyo va ser Alonso Jeso de Carvajal el 1568.

## Història

### Antecedents
La regió de Cuyo estava dins de la Governació de Nova Andalusia, creada el 21 de maig de 1534 per Carles V per a Pedro de Mendoza. Va quedar després inclosa dins de la Governació de Nova Extremadura creada per Pedro de Valdivia l'11 de juliol de 1541, que s'estenia 150 llegües des de la costa de l'oceà Pacífic a partir del paral·lel 27 ° S, confirmada per Carles V a 1552.
Els primers espanyols que van ingressar a l'actual territori de Mendoza ho van fer el 1551 a les ordres de Francisco de Villagra, qui va descendir des del Perú per la ruta del Tucumán amb l'objectiu d'unir-se a Pedro de Valdivia a Xile.
El 2 de març de 1561, el capità Pedro del Castillo va fundar la ciutat de «Mendoza del Nuevo Valle de La Rioja», donant-li el nom del governador de Xile, García Hurtado de Mendoza.
Una altra expedició, al comandament del capità Juan Jufré, enviada per Villagra (el successor de García Hurtado de Mendoza en la governació de Xile), trasllada la ciutat a la riba esquerra del riu a «dos tirs d'arcabús» al sud-oest, el 28 de març de 1562, rebatejant-la amb el nom de «Ciudad de la Resurrección en la Província de los Huarpes», però va perdurar el seu nom original.
El 13 de juny de 1562, Juan Jufré de Loayza i Montese, va fundar «San Juan de la Frontera», a la vall de Tucuna, per ordre de Francisco de Villagra, capità general de Xile.

### Des de la creació del corregiment

Mapa del la Capitania General de Xile a finals del, incloent l'actual territori de la república de Xile i la zona reclamada a la Patagònia segons la historiografia xilena.

El corregiment de Cuyo, dependent de la Capitania General de Xile, va ser creat en 1568 per la Reial Audiència de Concepció, que va governar interinament Xile entre agost de 1567 i agost de 1568. Va ser un dels onze corregiments creats en aquesta ocasió.
Encara que s'ha perdut la seva acta fundacional, es creu que la ciutat de San Luis va ser fundada el 25 d'agost de 1594 per Luis Jufré de Loaysa y Meneses, tinent corregidor de Cuyo. El 1596, després d'haver estat abandonada, Martín García Oñez de Loyola, capità general de Xile, va manar fundar-la novament. Llavors la ciutat va rebre el nom de «San Luis de Loyola Nueva Medina de Río Seco».
El 25 de juny de 1751, el mestre de camp Juan d'Echegaray va fundar San José de Jáchal amb jurisdicció sobre les valls de Calingasta, Iglesia, Mogna, Ampacama i Bermejo, però no sota la dependència del corregiment, sinó de la Reial Junta de Poblacions de Xile que presidia el governador i capità general. Echegaray i els seus successor Juan Gregorio Bustamante (des de 1760) portaven el títol de justícia major i superintendent dels pobles de la jurisdicció de Jáchal. El poble va ser reconegut com a vila per la Junta de Poblacions el 14 d'abril de 1752, però no se li va dotar de cabildo. La vila va ser integrada al corregiment el 1778.
El 1753, va ser fundat el poble d'indis de Mogna. El 1768, van ser expulsats els jesuïtes del corregiment. Per aturar l'avanç pehuenche es va erigir el «Fort San Carlos» (5 de febrer de 1770). El 1772, en créixer la població al voltant del fort, es va fundar la «Vila San Carlos» a la Vall d'Uco.
Pedro Pablo Quiroga va fundar «San Agustín de Valle Fértil» el 18 d'abril de 1776 per ordre la Junta de Poblacions de Xile, fundació que va ser confirmada en 1788 pel marquès de Sobremonte.
El 1r d'agost de 1776, el corregiment de Cuyo va passar a ser una de les parts constituents del Virregnat del Riu de la Plata. El virrei Pedro de Ceballos va designar corregidor, justícia major i tinent de capità general el 2 de juny de 1778 a Jacinto de Camargo y Loayza. Li va succeir l'últim corregidor de Cuyo, el capità del Regiment de Dragons de Buenos Aires Pedro Ximénez Castellanos, nomenat interinament pel virrei Juan José de Vértiz y Salcedo el 23 de maig de 1782.
El corregiment va haver de constituir-se des de l'any 1782 a la intendència de Cuyo, però no va arribar a implentar-se el canvi, i des de 1784 va ser part de la intendència de Córdoba del Tucumán.